# UX Гончих Псов
UX Гончих Псов (лат. UX Canum Venaticorum) — двойная вращающаяся эллипсоидальная переменная звезда (ELL) в созвездии Гончих Псов на расстоянии приблизительно 36 976 световых лет (около 11 337 парсек) от Солнца. Звёздная величина диапазона CV звезды — от +13,25m до +13,08m. Орбитальный период — около 0,5737 суток (13,769 часа).
Уникальная система из горячего субкарлика и белого карлика*.
Открыта Милтоном Л. Хьюмасоном и Фрицем Цвикки в 1947 году*.

## Характеристики
Первый компонент — бело-голубая звезда спектрального класса B2, или B3, или sdB. Масса — около 0,42 солнечной. Эффективная температура — около 8869 K.
Второй компонент — белый карлик. Масса — около 0,39 солнечной. Эффективная температура — около 26882 K.